# 夏能復
夏能復（1805年7月9日—？年），字體仁，號星橋，行二，四川順慶府鄰水縣城南讀書岩人，道光十五年（1835年）乙未恩科第六名舉人，道光二十八年（1848年）正月任四川敘州府富順縣訓導。